# Attaching Boy
 (mai 2025).
Motif : Disque d'or certifié SNEP, mais aucun autre élément de notoriété. Zone grise, critères généraux non atteints. À vérifier sur la durée.
- Archive Wikiwix
- Bing
- Cairn
- DuckDuckGo
- E. Universalis
- Gallica
- Google
- G. Books
- G. News
- G. Scholar
- Persée
- Qwant
- (zh) Baidu
- (ru) Yandex
- (wd) trouver des œuvres sur Wikidata

| 1. | Préciser le motif de la pose du bandeau. | Précisez le motif de la pose du bandeau en utilisant la syntaxe suivante : {{admissibilité à vérifier\|date=août 2025\|motif=remplacez ce texte par le motif}}                     |
| 2. | Informer les utilisateurs concernés.     | Pensez à avertir le créateur de l'article, par exemple, en insérant le code ci-dessous sur sa page de discussion : {{subst:avertissement admissibilité à vérifier\|Attaching Boy}} |

Pour les articles homonymes, voir Nouma.
Attaching Boy, né Gaël Nouma en septembre 1998, est un chanteur et vidéaste web français.

## Biographie
En 2025, il sort avec DJ Kawest, le single Chambre 04, qui se hisse dans le top 5 du classement SNEP pendant plusieurs semaines.
Toute la semaine du 13 juin 2025, il est l'invité de Planète Rap à l'occasion de la sortie de son premier EP: VOL 972.

## Discographie

### Singles
- 2024: TCHING 3x
- 2024: BRAKATA
- 2024: TCHING 3x - Remix Kompa (feat. NaïchyBeats)
- 2024: CRYSTAL (feat. Jvsh)
- 2024: REAL BAD MAN
- 2024: OU JA KONET (feat. Lord Crazy)
- 2024: Pichichi
- 2025: XXL

### Collaboration
- 2025: Chambre 04 de DJ Kawest feat. Attaching Boy Diamant[3]